# ورزشگاه کاساغی مارزیک
ورزشگاه کاساغی مارزیک (ارمنی: Քասաղի Մարզիկ Մարզադաշտ) ورزشگاه فوتبال در آشتاراک، ارمنستان و ورزشگاه خانگی باشگاه فوتبال میکا، باشگاه فوتبال کاساخ، آرارات-۲ و شیراک-۲ بود.
این ورزشگاه در سال ۱۹۷۱ میلادی ساخته شد و در سال ۲۰۱۲ میلادی بازسازی شده است و ظرفیت آن ۳٬۶۰۰ نفر است.